# Platja de l'Illot
La platja de l'Illot és una petita platja natural del municipi de l'Ametlla de Mar (Baix Ebre), situada a ponent de la Punta de l'Àliga, a mig camí del sender GR-92, entre l'Ametlla de Mar i l'Ampolla, tocant al terme i les platges del Perelló. Es tracta d'una petita platja de gran bellesa, envoltada de pins i aigües turquesa. Té una longitud de 85 metres i una amplada mitjana de 10 metres, formada per còdols i blocs. L'Illot és una petita illa rocosa situada davant de la platja, a la qual s'hi pot arribar nedant, o caminant quan la marea està baixa. No disposa de serveis.